# Portraits de régions
Les blocs-feuillets Portraits de régions sont des blocs-feuillets de dix timbres-poste émis par La Poste française entre 2003 et 2008, à raison de deux feuillets par an.
Les timbres du bloc illustrent par des photographies des aspects touristiques et gastronomiques de la France. Ils sont classés en deux thèmes : « la France à vivre » pour le folklore et la gastronomie, « la France à voir » pour les sites touristiques. 
Ces blocs se présentent sous la forme d'un long feuillet (28,6 cm x 11 cm) où sont mis en page les dix timbres. Leur valeur faciale correspond à l'affranchissement de la lettre de moins de 20 g à destination de la France (et de l'Europe occidentale avant le 1er mars 2005). Un feuillet complet vendu 5 euros en 2003 et 2004 peut affranchir seul une lettre au tarif économique de 500 à 750 grammes vers les pays d'Europe de l'Ouest (zone A).
Ces timbres sont disponibles en feuillets de dix timbres différents, imprimés en héliogravure et mis en page par Bruno Ghiringhelli. Le « livre des timbres » annuel est vendu avec les deux blocs de l'année. Chaque émission est aussi accompagnée de la publication d'un  « carnet de voyage » illustré d'aquarelles en rapport avec les sujets des timbres.
Portraits de régions est la deuxième opération de grands feuillets après la série le Siècle au fil du timbre de 2000 à 2002. En raison du nombre de sujets évoqués par un seul bloc, elle permet à La Poste d'organiser des manifestations premier jour dans plusieurs villes de France et d'approcher ainsi un public plus large que les seuls philatélistes.
Les six blocs émis entre 2003 et 2005 sont restés en vente jusqu'en 2007.

## 2003
Un livre timbré comprenant les deux blocs de l'année a été publié préfacé par le cuisinier Joël Robuchon.

### La France à vivre 2003
Émis le 26 mai 2003, ils représentent : 
- comme plats traditionnels : le camembert, le cassoulet, la crêpe, le foie gras et les vignobles de Champagne,
- pour illustrer le folklore : les cabines de bain en bord de mer, le personnage de Guignol, la pêche au carrelet, la pétanque et la porcelaine.

Carnet de voyage illustré par Michel Constant.

### La France à voir 2003
Émis le 10 septembre 2003, ils représentent : 
- comme monuments : l'arc de triomphe de l'Étoile, le château de Chenonceau et le pont du Gard,
- comme lieux naturels : le mont Blanc et la pointe du Raz,
- comme éléments de construction typique d'une région : une maison alsacienne, une maison basque, un mas provençal, des toits de Bourgogne et une tour génoise en Corse.

Carnet de voyage illustré par Jeanne-Élisabeth Maupin.
Au cours du premier trimestre 2007, le timbre « L'Arc de Triomphe » est réémis sous la forme d'un feuillet de dix timbres se-tenant à des vignettes pré-personnalisées contenant la phrase « J'aime Paris » en dix langues. Les mentions du timbre sont modifiées et la nouvelle valeur faciale est une valeur d'usage « Lettre prioritaire 20 g » (0,54 € au 1er octobre 2006). Le feuillet est vendu 8,20 € pour 5,40 € de faciale.

## 2004
Un livre timbré comprenant les deux blocs de l'année a été publié préfacé par le guide gastronomique Jean-Luc Petitrenaud.

### La France à vivre 2004
Émis le 29 mars 2004, les timbres représentent : 
- comme plats traditionnels : le clafoutis, les huîtres, le pain, la quiche lorraine et les vignobles du Beaujolais,
- pour illustrer le folklore : le bagad, la coiffe madras, la course landaise, la coutellerie et un marché de Provence.

Carnet de voyage illustré par Claude Perchat.

### La France à voir 2004
Émis le 20 septembre 2004, les timbres représentent : 
- comme monuments : le château de Chambord, Notre-Dame de Paris et le phare du Cap-Ferret.
- comme lieux naturels : les calanques de Cassis (Bouches-du-Rhône) et les gorges du Tarn,
- comme éléments de construction typique d'une région : un chalet des Alpes, les châteaux cathares, une maison normande, une maison troglodytique et un moulin du Nord.

Carnet de voyage illustré par Philippe Delord.

## 2005

### La France à vivre 2005
Émis le 21 mars 2005, les timbres représentent :
- comme plats traditionnels : la bouillabaisse, la canne à sucre, le cantal (fromage), la choucroute et les rillettes.
- pour illustrer le folklore : les guingettes, l'horlogerie comtoise, les joutes nautiques, la pelote basque, la berceuse P'tit quinquin d'Alexandre Desrousseaux.

Carnet de voyage illustré par Marc Taraskoff.

### La France à voir 2005
Émis le 17 septembre 2005, les timbres représentent :
- comme monuments : l'alignement mégalithique de Carnac, le phare du Stiff sur l'île d'Ouessant, les quais de Seine à Paris.
- comme lieux naturels : la dune du Pilat, les falaises d'Étretat, le lac d'Annecy.
- comme éléments de construction typique d'une région : une borie du Luberon, un Lavoir, une maison solognote, un pigeonnier.

L'illustration du timbre « Quais de Seine » a été émise sur enveloppe préaffranchie dans un bureau de poste temporaire installé à Paris Plages dès le 13 juillet 2005.
Carnet de voyage illustré par Catherine Dubreuil.

## 2006

### La France à vivre 2006
Émis le 27 mars 2006, les timbres représentent :
- comme plats traditionnels : le beurre, le café (avec vue sur Notre-Dame de Paris), l'huile d'olive, la mirabelle et le roquefort.
- pour illustrer le folklore : le carnaval (premier jour aux Antilles), les hortillonnages d'Amiens, les marais salants, la transhumance (photographie dans les Pyrénées) et les vendanges.

Carnet de voyage illustré par Alain Bouldouyre. Ce carnet est vendu avec dix feuillets décorés d'une aquarelle et portant chacun un des timbres de l'émission utilisables sur le courrier.
Au cours de la manifestation premier jour de Paris, organisée dans une brasserie, la restauratrice et animatrice de télévision Maïté réalise la préparation de recettes à partir des mets timbrifiés lors de cette émission.

### La France à voir 2006
Émis le 25 septembre 2006, les timbres représentent :
- comme lieux naturels : les calanches de Piana en Corse (orthographié au singulier sur le timbre), la forêt de Brocéliande lieu du cycle arthurien, les gorges de l'Ardèche et les volcans d'Auvergne ;
- comme monuments : le château de Chaumont-sur-Loire, la Croisette de Cannes, la grotte de Lourdes (ou Grotte de Massabielle, lieu du pèlerinage de Lourdes), l'hôtel des Invalides à Paris photographié de nuit, le moulin de Valmy dont la reconstruction s'est achevée pendant l'été 2005 ;
- comme construction typique d'une région : les tours catalanes servant au guet des feux de forêt dans les Pyrénées orientales.

Le carnet de voyage est illustré par Christelle Guénot. Il comprend les dix timbres sous la forme de dix feuillets illustrés.

## 2007

### La France à voir
Émis le 26 février 2007, les timbres représentent :
- comme lieux naturels : vue au printemps ou en été du ballon d'Alsace, de la cascade de la rivière Doubs, de la forêt de Fontainebleau et des bords de Loire.
- comme monuments : le canal du Midi, le château de Chantilly,
- comme villes ou villages : Les Baux-de-Provence dans les Alpilles, Saint-Malo et ses fortifications face à l'océan, Saint-Tropez par une vue du vieux village, du clocher de l'église du XVIIIe siècle, du port et du massif des Maures.

Le timbre « Le massif de la Grande-Chartreuse » est illustré d'une photographie de la Grande-Chartreuse, maison-mère de l'ordre des Chartreux, comprenant une vue du massif de la Chartreuse.
Le carnet de voyage est illustré par Bernard Johner. Il comprend les dix timbres sous la forme de dix feuillets illustrés.
Deux de dix timbres sont erronés. La photographie du timbre « Le ballon d'Alsace » est une photographie du ballon de Guebwiller. Le timbre « cascade Doubs » est en fait la source du Lison, affluent du Doubs.

### La France à vivre
Émis le 1er octobre 2007, les timbres représentent :
- un aliment de la gastronomie française, le melon ;
- sept objets traditionnels : le béret basque, une charentaise et le savon de Marseille ;
- trois artisanats historiques : le parfum de Grasse (une corbeille de pétales de fleurs), la porcelaine de Sèvres, les tapisseries d'Aubusson ;
- trois traditions folkloriques : les Géants du Nord, le bouchon lyonnais et le marché de Noël.

Le carnet de voyage est illustré par Geneviève Marot. Il comprend les dix timbres sous la forme de dix feuillets illustrés.

### Sources
- Catalogue de cotations de timbres de France, éd. Dallay, 2005-2006.
- Les pages « Nouveautés France » des magazines l'Écho de la philatélie et Timbres magazine